# Pinball: l'home que va salvar el joc
Pinball: l'home que va salvar el joc (títol original en anglès, Pinball: The Man Who Saved the Game) és una pel·lícula biogràfica de comèdia dramàtica del 2022 dirigida i escrita pels germans Bragg. La pel·lícula és protagonitzada per Mike Faist, Crystal Reed i Dennis Boutsikaris. Està basada en fets reals al voltant de la història de Roger Sharpe, periodista de la revista GQ i considerat el «mag» del pinball que el 1976 va ajudar a anul·lar la prohibició del joc a  Nova York. S'ha doblat i subtitulat al català.
Es va estrenar mundialment al Festival Internacional de Cinema de Hamptons de 2022. Va arribar en una selecció de cinemes el 17 de març de 2023, així com a la carta. La pel·lícula va rebre crítiques generalment positives.